# Roy Den Hollander
Roy Den Hollander (26 de septiembre de 1947-20 de julio de 2020) fue un abogado estadounidense especializado en activismo por los derechos de los hombres y antifeminismo. También fue detective privado en Rusia. Den Holander es sospechoso del asesinato en julio de 2020 del abogado Marc Angelucci en California y, ocho días después, de un ataque contra la familia de la jueza federal de distrito de los Estados Unidos Esther Salas en Nueva Jersey, en el que el hijo de Salas, Daniel Anderl, fue asesinado y el esposo de Salas, Mark Anderl, resultó gravemente herido.

## Educación
Den Hollander se graduó de la Escuela de Derecho de la Universidad George Washington en 1985 y obtuvo una Maestría en Administración de Empresas de la Escuela de Negocios de la Universidad de Columbia en 1997.

## Carrera
Den Hollander había trabajado como investigador privado para Kroll Associates en Rusia. En 1993, se dirigió al Kremlin. En marzo de 2000, Den Hollander se casó con una mujer que había conocido en Rusia, pero los dos se separaron nueve meses después. Más tarde acusó a su exesposa de tener vínculos con el crimen organizado ruso.
Den Hollander también fue un activista de los derechos de los hombres y se describió a sí mismo como antifeminista, quien anteriormente era conocido por presentar demandas fallidas contra las promociones de «noche de mujeres» en bares y clubes nocturnos, así como por demandar a la Universidad de Columbia por ofrecer clases de estudios para mujeres. Su serie de demandas fallidas le valió una aparición en The Colbert Report de Stephen Colbert. El 20 de agosto de 2008, Den Hollander fue un invitado al aire del programa de Neil Cavuto en Fox News.
En 2015, representó a los demandantes de una demanda de equidad de género que desafía la constitucionalidad sobre que la conscripción militar en los Estados Unidos sea solo para hombres. La demanda fue presentada ante la jueza Esther Salas, quien se puso del lado de algunos de los argumentos de Den Hollander pero permitió que el caso continuara en la corte. Según informes, Den Hollander creía que Salas estaba deteniendo deliberadamente la demanda por razones políticas.
En septiembre de 2016, se cargaron documentos en el sitio web de Den Hollander con información de contacto de abogados rusos a los que se debe contactar «si algo me pasa».
En junio de 2019, Den Hollander entregó el borrador del caso a un equipo de colegas abogados, citando un diagnóstico de enfermedad terminal que luego describió como melanoma. En enero de 2020, informó a periodistas que estaba «muriendo dolorosamente de cáncer metastatizado».

### Escritos en línea
En varias diatribas en línea, Den Hollander denunció a las mujeres y específicamente a las juezas. En 2028 páginas publicadas en línea en el año 2019, Den Hollander se adhería a puntos de vista sexistas, racistas y misóginos, y en uno de esos documentos, refiriéndose de manera despectiva directamente a Salas. En otro documento, que describía posibles «soluciones» para las feministas y los «commies», escribió: «Las cosas comienzan a cambiar cuando los hombres comienzan a eliminar a esas personas específicas responsables de destruir sus vidas antes de suicidarse». Den Hollander dijo que era voluntario de la campaña presidencial de Donald Trump y atacó al presidente Barack Obama, a la jueza de la Corte Suprema Sonia Sotomayor y a Hillary Clinton. A pesar de su activismo por los derechos de los hombres, De Hollander criticó al movimiento por los derechos de los hombres por no ir lo suficientemente lejos y escribió que «no pertenezco a ese grupo de débiles y llorones. Están tratando de recuperar sus derechos actuando como niñas en lugar de hombres».

## Presuntos crímenes

### Asesinato de Marc Angelucci
El 11 de julio de 2020, el abogado y líder de la Coalición Nacional para Hombres (o NCFM, de sus siglas en inglés National Coalition for Men), Marc Angelucci, recibió un disparo mortal en la puerta de su casa en Cedarpines Park, una comunidad no incorporada en el condado de San Bernardino, California. Un hombre tocó el timbre y cuando alguien de la casa abrió la puerta, el agresor desconocido dijo que había un paquete de entrega para Angelucci. Después de que llegó a la puerta para firmar el paquete, recibió un disparo y el tirador se alejó rápidamente en un automóvil. Angelucci fue declarado muerto en la escena después de que llegaron los paramédicos.
El FBI investigó el asesinato y los posibles vínculos con el tiroteo del hijo y esposo de la jueza de distrito Esther Salas en Nueva Jersey, que ocurrió ocho días después. En ambos ataques, el asesino se hizo pasar por un repartidor de paquetes. Según el presidente de la NCFM, Harry Crouch, Den Hollander fue expulsado de la organización después de que se enfureció porque no fue nombrado como coconsejero en el caso National Coalition for Men v. Selective Service System, una demanda presentada en 2013. Documentos que mencionan a Angelucci se encontraron en el automóvil donde Den Hollander se había suicidado.

### Ataque a la familia Salas
El 19 de julio de 2020, Den Hollander presuntamente atacó a la familia de la jueza Salas en su casa, matando al hijo de Salas, Daniel, de veinte años, y dejando a su esposo Mark en una condición crítica pero estable por múltiples heridas de bala. Salas estaba en el sótano en el momento del ataque y no resultó herida. El FBI lidera la investigación junto con el Cuerpo de Alguaciles de Estados Unidos y la policía local. Los investigadores creen que una persona vestida como un empleado de FedEx estaba en el vecindario en el momento del ataque, pero no pudieron determinar si la persona en uniforme era el agresor.

### Suicidio e investigación
Al día siguiente, Den Hollander fue encontrado muerto por una herida de bala autoinfligida en Rockland, cerca de Liberty en el condado de Sullivan, Nueva York, en un aparente suicidio.
Oficiales de la ley le dijeron al The New York Times que la pistola semiautomática Walther utilizada por Den Hollander era «del mismo calibre que el arma utilizada tanto en el tiroteo de California como en el tiroteo de Nueva Jersey».
Inmediatamente después del descubrimiento del cuerpo de Den Hollander, las autoridades lo identificaron como el «sujeto principal» en el ataque contra la familia de Salas. Dos días después, las autoridades vincularon a Den Hollander con el asesinato de Angelucci.